# Elbisbach (Frohburg)
Elbisbach ist ein Ortsteil der Stadt Frohburg im sächsischen Landkreis Leipzig. Er wurde am 1. Januar 1974 nach Prießnitz eingemeindet, mit dem er am 1. Januar 1994 zur Gemeinde Eulatal und am 1. Januar 2009 zur Stadt Frohburg kam.

## Geografie

### Geografische Lage und Verkehr
Elbisbach liegt im Tal der Kleinen Eula. Nordöstlich des Orts verläuft die Bahnstrecke Leipzig–Geithain. Nördlich des Orts befindet sich die Flur der Wüstung Kaisershain, die zwar zu Elbisbach gehört, jedoch eine eigene Gemarkung bildet.

### Nachbarorte
| Flößberg              | Heinersdorf, Reichersdorf                   | Buchheim   |
| Trebishain, Prießnitz | Kompassrose, die auf Nachbargemeinden zeigt | Hopfgarten |
|                       | Frankenhain                                 |            |

## Geschichte

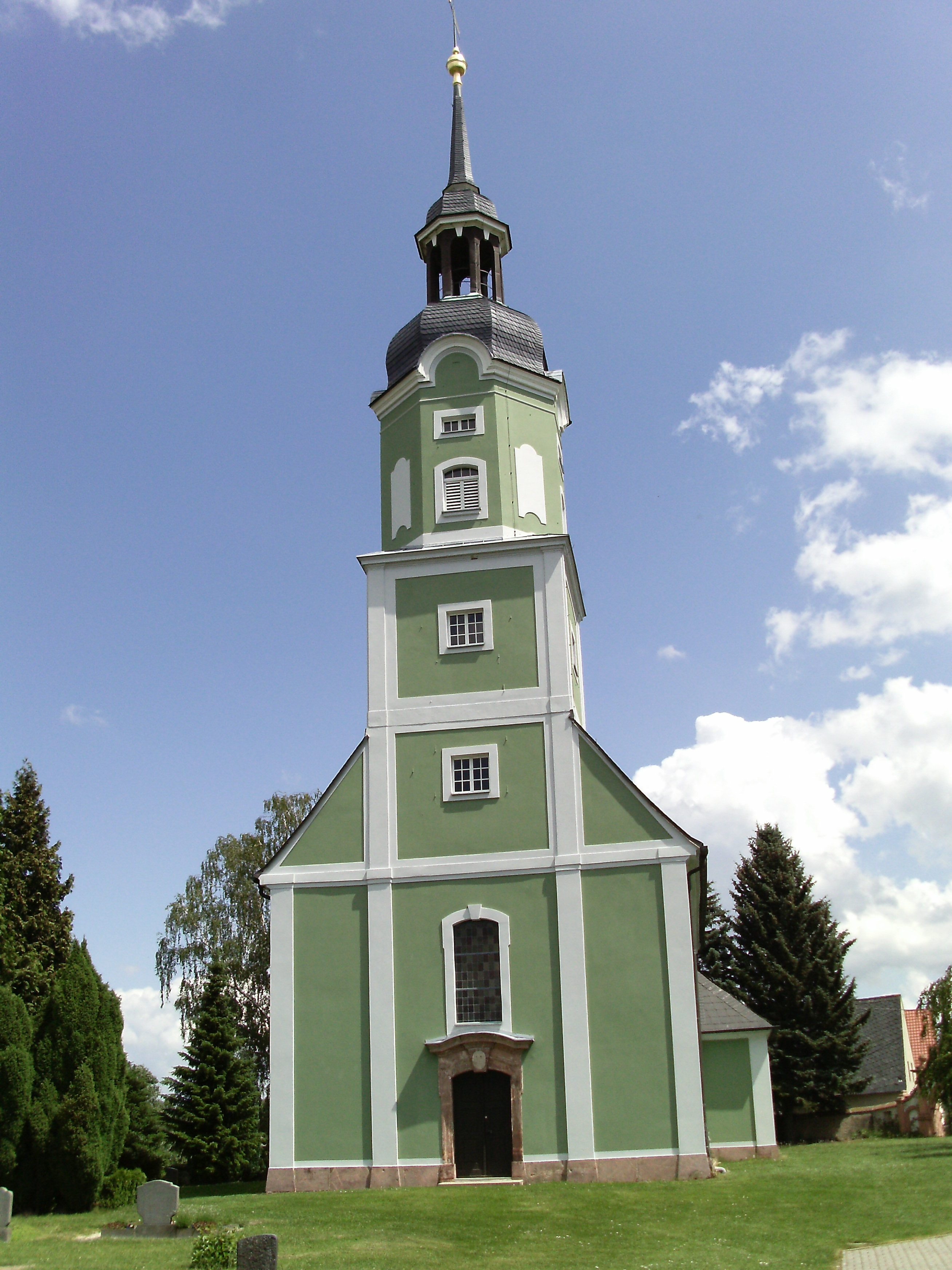
Elbisbach, Kirche

Das Straßenangerdorf Elbisbach wurde im Jahr 1327 unter Nennung eines Johannes de Elbrichstorph erwähnt. Der nördliche Nachbarort Kaisershain wurde im Jahr 1442 als Keysershain genannt, allerdings im Jahr 1474 als Wüstung bezeichnet. Bezüglich der Grundherrschaft stand Elbisbach um 1551 unter der Gerichtsbarkeit des Ritterguts Wolftitz, um 1696 gehörte der Ort zum Rittergut Hopfgarten. Elbisbach lag bis 1856 im kursächsischen bzw. königlich-sächsischen Amt Borna. Ab 1856 gehörte der Ort zum Gerichtsamt Borna und ab 1875 zur Amtshauptmannschaft Borna. Die Dorfkirche Elbisbach ist ein schlichter Barockbau aus dem zweiten Viertel des 18. Jahrhunderts.
Im Sommer 1904 erwarb die Frauenrechtlerin Therese Roßbach ein großes Grundstück in Elbisbach. Hier errichtete Max Pommer für sie ein Jugendstil-Gebäude für eine Reform-Ausbildungsstätte mit angrenzendem Landschaftsgarten. Sie benannte das landwirtschaftliche Frauenbildungsprojekt nach ihrem verstorbenen Mann, dem berühmten Leipziger Architekten Arwed Roßbach den „Arwedhof“ und führte die Einrichtung bis 1912 als Schulleiterin. Ab 1914 versuchte sie, ein Säuglings- und Kinderheim anzugliedern. Dieses gelang aber aus finanziellen Gründen nicht, woran auch der Erste Weltkrieg und die Einquartierung von Soldaten wesentlichen Anteil hatten. 1917 erwarb sie auf Rügen in Sellin eine Villa, um dort die Kriegszeit mit den Kleinkindern des Arwedhofs zu verbringen. Durch die Wirren der 20er Jahre und die Inflation musste der Arwedhof an die Stadt Leipzig übertragen werden.

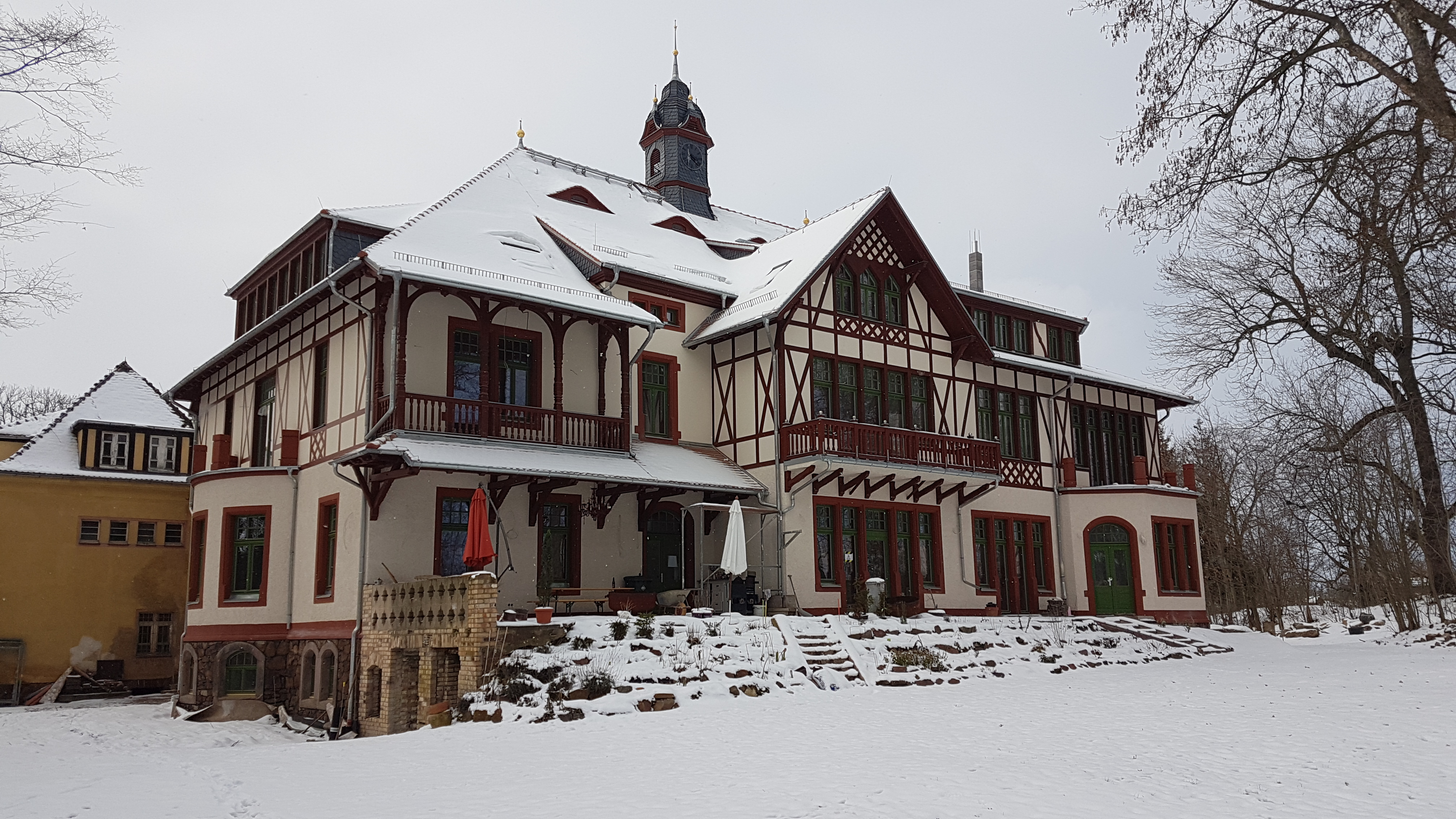
Parkseite des Arwedhofs im Winter 2021

Durch die zweite Kreisreform in der DDR im Jahr 1952 wurde Elbisbach dem Kreis Geithain im Bezirk Leipzig angegliedert. Am 1. Januar 1974 erfolgte die Eingemeindung von Elbisbach nach Prießnitz. Seit 1990 gehörte Elbisbach als Ortsteil von Prießnitz zum sächsischen Landkreis Geithain, der 1994 im Landkreis Leipziger Land und 2008 im Landkreis Leipzig aufging. Die Gemeinde Prießnitz mit ihren beiden Ortsteilen Elbisbach und Trebishain vereinigte sich am 1. Januar 1994 mit vier weiteren Gemeinden zur neuen Gemeinde Eulatal, die am 1. Januar 2009 in die Stadt Frohburg eingegliedert wurde.